# Jardín Botánico Montagnard
El Jardín Botánico Montagnard (en francés : Jardin Botanique Montagnard también conocido como Jardin botanique du Mazet-Saint-Voy) es un jardín botánico de 2 hectáreas de extensión, de propiedad municipal, en Mazet-Saint-Voy, Francia.
El código de identificación del Jardin Botanique Montagnard como  miembro del "Botanic Gardens Conservation Internacional" (BGCI), así como las siglas de su herbario es MAZ.

## Localización
Jardin Botanique Montagnard Mazet-Saint-Voy, Département de Haute-Loire, Auvernia, France-Francia. 
Planos y vistas satelitales, 45°2′52″N 4°14′42″E / 45.04778, 4.24500
Está abierto todos los días en los meses cálidos del año, se cobra una tarifa de entrada.

## Historia
El jardín fue creado en 1987, gracias a iniciativas personales dentro del equipo de administración de la municipalidad de Mazet-Saint-Voy. 

## Colecciones
Este es un jardín botánico que alberga plantas vivaces y árboles y arbustos de la región, que soportan bien el frío. 
Sus colecciones consisten en 450 especies de plantas de la región en mayor o menor grado de amenaza, así como 6 especies de plantas protegidas del Haute-Loire y 8 especies de plantas que están enlistadas a nivel nacional para su protección. 